# 天津经济史
天津经济史是天津经济的发展过程。

## 古代

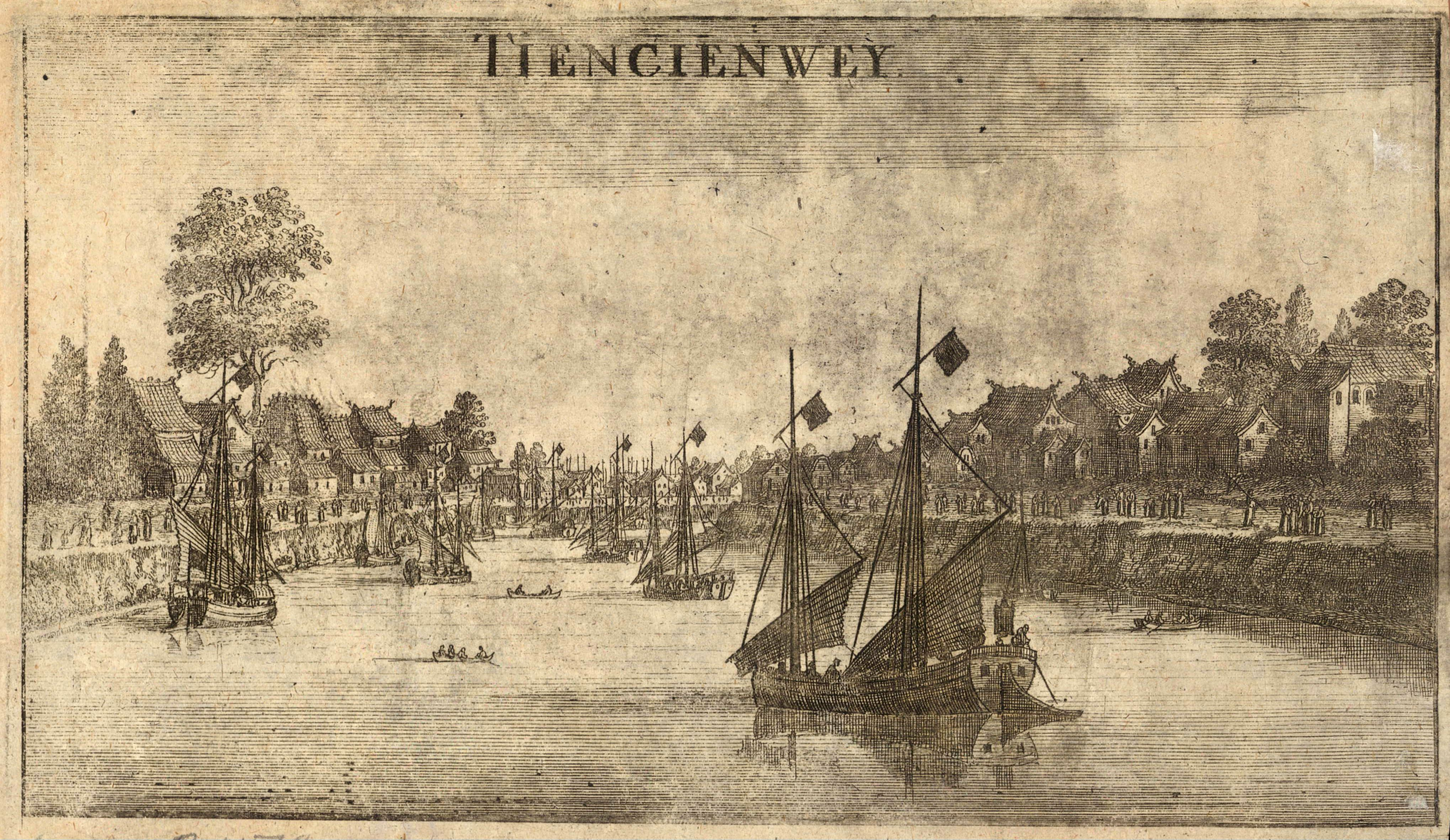
17世纪的天津港

早在战国时期，天津已有先民劳作生息。早在建安十一年（206），曹操便开挖了平虏渠、泉州渠和新河三条运河以运输部队和军需。古代天津经济的两大支柱是漕运和芦盐。大业四年（608年），隋炀帝命令开凿永济渠，使得地处京杭运河北端、兼有河海航运之便的天津地区的地位更趋重要。唐朝中葉以後，天津成为南方粮、绸北运的水陆码头。
元代海漕開通，直沽成為漕運樞紐。延佑三年(1316年)元仁宗在直沽设“海津镇”，是当时的军事重镇和漕运中心。另一方面，天津盐业生产条件得天独厚，明朝天津地区成了芦盐的产销中心，质优价廉的芦盐由天津源源不断地运往中原地区。天津逐渐成为水旱交通枢纽和商品集散地。

## 清朝

### 清末开埠

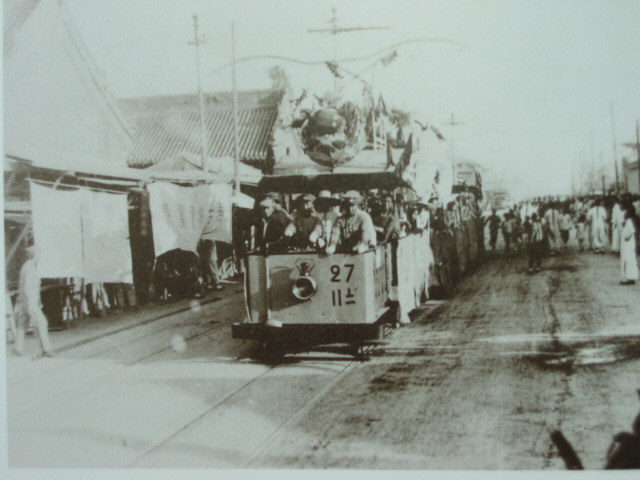
1906年开通运营的天津“白牌”电车

1860年10月24日，清朝政府与英国签订北京条约。同年底，清政府批准在天津设立三口通商衙门，天津正式开埠。天津开埠后，西方各国先后在天津设立英、美、法、德、日、俄、意、奥、比九国租界，并在租界中进行吹泥垫地，疏浚海河航道，改善了天津的投资环境。1882年第一家英国汇丰银行在天津开业，随后英国、俄国、德国、日本、法国、美国、意大利、比利时等国银行也相继落户天津。到1900年天津有银行、钱庄和票号共计300余家。

### 洋务运动
自1861年起，清廷洋务派官員在全国展開大規模的工業運動，引進了大量的西方科技及各類西方著作文獻，學習近現代的公司體制則為中國帶來大批工業及化學企業。洋务运动最终以北洋水師在1895年甲午戰爭中全軍覆沒而告终，持續約35年。
1874年，李鸿章在天津至大沽间修建电线，效果良好。洋务派在1879年於天津和大沽之間鋪設中國第一條電報線路。1880年，他便提议修建天津至上海的陆路电线，经费由北洋军饷垫付，并按照轮船招商局的体制招股集资。同年修建电报总局与电报学堂。委派盛宣怀为总办，郑观应与谢家福为会办。1881年，该线建成，開設電報總局，並鋪設由上海至天津的電報線路。自1882年4月起，电报总局改为官督商办企业，募集股本8万两，当年缴还官本6万两，5年后分年缴还2万两，其余垫款则以军机处，总理衙门，各省督抚及出使大臣有关公务的电报作为头等官报，从应受电报费中陆续抵缴，抵还完毕后，头等官报依然不收费，以尽商人报效。津沪间保护铁路而设立的士兵和巡路费用，5年内仍然由淮军军饷垫付。1884年，上海至广东的路线竣工后，电报总局由天津迁往上海。

### 知名企业

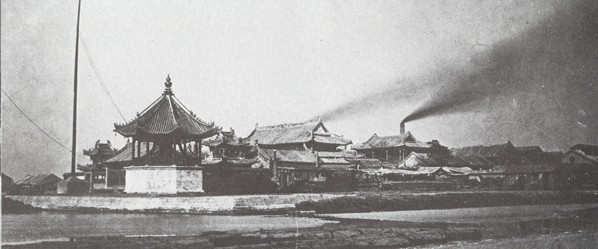
海光寺和天津机器制造局西局子全景

- 鴻賓樓创建于清朝咸丰三年（1853年）的一家清真餐馆，原址在天津旭街，1955年后迁至北京。招牌菜肴为“全羊席”。
- 北洋機器局由三口通商大臣崇厚于1867年创办。1870年由李鸿章接办。1895年改名“總理北洋機器局”[8]。曾在世界上率先研制出硝化棉无烟火药[9]。
- 開灤礦務局于1878年创建，属于官督商辦[10]。1881年開始产煤，当年产煤3613吨，1882年产量增加到38,383吨，1883年产煤75,317吨，1884年产煤179,225吨，1885年达到241,385吨，连续五年共产煤538,123吨。截至1899年共产煤527万多吨，盈利400多万两。[11]
- 大沽船塢始建于1880年，是中國北方最早的船舶修造廠和重要軍工基地，也是中国近代第三座造船厂。
- 天津電車電燈股份有限公司是1904年4月26日由比利时世昌洋行在天津投资经营的公共交通公司。天津办事处设在当时的天津意租界三马路（今河北区进步道29号）。该公司投资兴建了天津第一条有轨电车路线也是中国第一条公交线路。

## 中华民国时期

### 建国初期

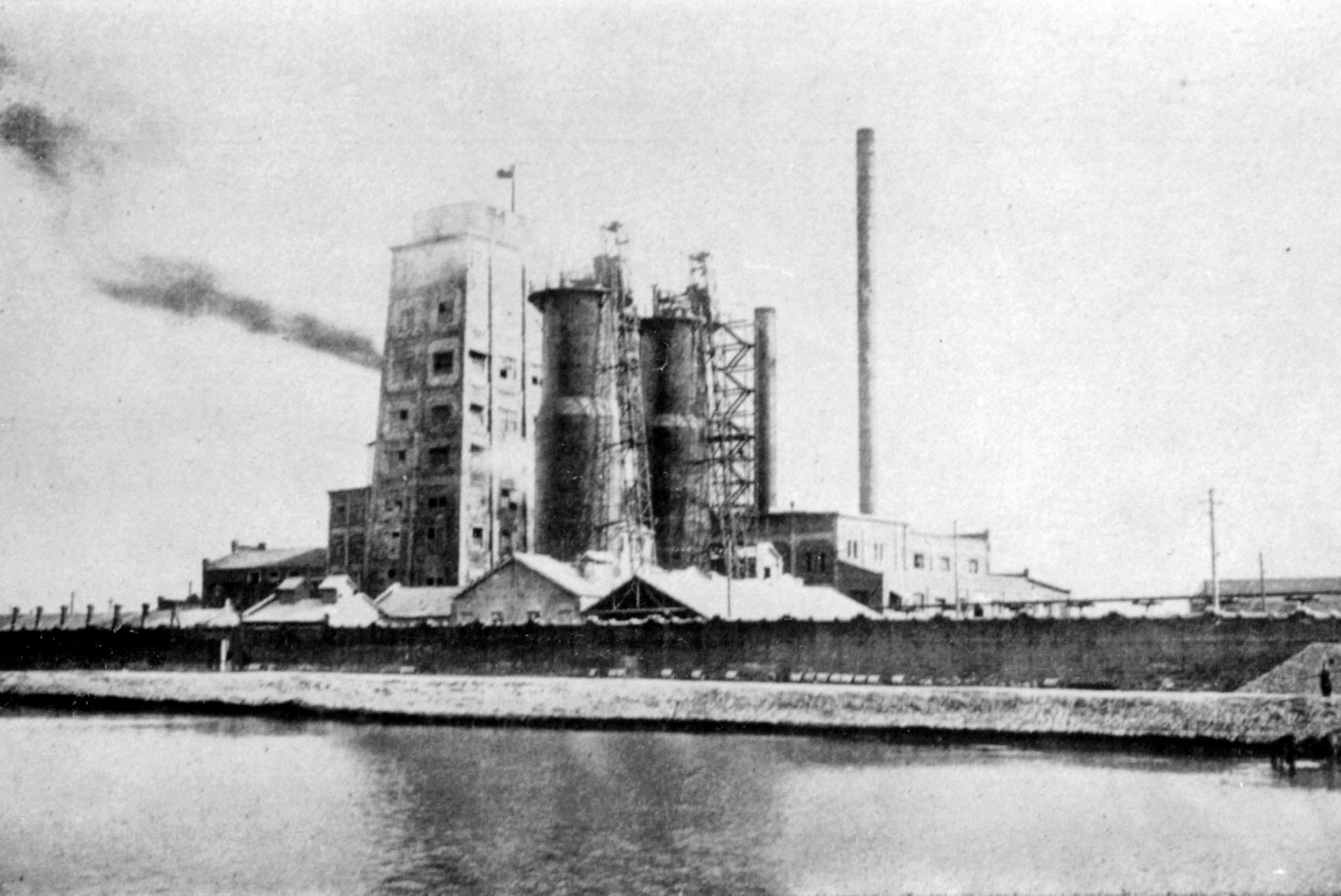
1914年成立的天津塘沽永利碱厂是中國創建最早的制鹼廠。

民国时期鼓励发展实业，涌现了一批民族工业。其中，范旭东于1914年在天津开始兴办“永利制碱公司”开创中国制碱工业的先河。
天津首善堂始建于1919年，是法国巴黎天主教圣味增爵会，即当时的华北地区遣使会在中国北方设立的管理教会财产的机构，在天津拥有大量房地产，为当时天津实力雄厚的地产公司。

### 抗日战争时期
1937年天津沦陷后，一大批工业企业被日本侵华军队占领。拒绝与日军合作的中国企业被迫迁出天津。此后，日本多次制訂「華北開發計劃」並強調資源的開發與交通運輸事業建設兩大原則，除了将天津作為交通樞紐，也对其進行長期工業建設。1939年7月，天津遭受嚴重水災，全市78%被淹，災民數萬，房倒屋塌，物價飛漲，瘟疫盛行，浮屍漂蕩，造成直接经济损失约法币6亿元
。抗日战争时期，天津成为日本侵华战争的后方基地，为提供军事侵略所需物资，机器工业得到了较大发展，直到战争结束日本投降时，天津已有300余家机械厂。

### 1945年后
在20世纪40年代，解放北路上设有49家国内外银行；有270多家国内外保险机构，还有功能完备的证券交易所，是当时中国仅次于上海的金融中心和保险业中心。由天津开始的军事近代化，以及铁路、电报、电话、邮政、采矿等方面建设，均开中国之先河，天津成为当时中国第二大工商业城市和北方最大的金融商贸中心。

## 中华人民共和国时期

### 建国初期

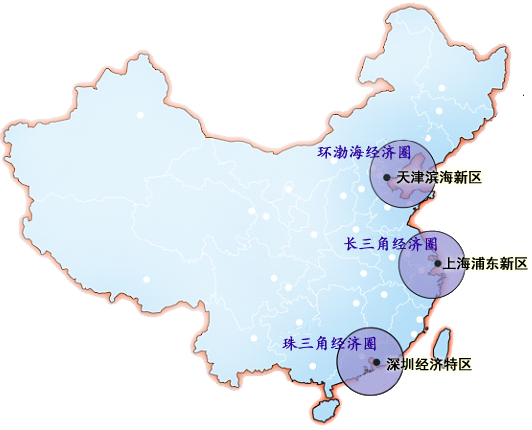
天津滨海新区成为引领中国经济的三大增长极之一。

1949年中华人民共和国成立后，天津市经济在计划经济体制下发展缓慢。1952年10月17日，天津塘沽新港建成，标志着天津港正式由河港转型为海港。1958年2月11日，因大跃进和天津良好的工业基础，天津市被并入河北省，河北省会迁往天津时间达八年，期间天津大量工厂和高校外迁河北，给天津经济发展造成不利影响。1967年1月2日，天津市恢复为中央直辖市。1976年的唐山大地震使天津的工業損失嚴重，超過三成企業遭到嚴重破壞。

### 改革开放后
1984年，改革开放伊始，天津被列为14个沿海开放城市之一。同年12月，天津经济技术开发区作为第一批国家级经济技术开发区率先在天津东部沿海的盐碱荒滩上建立。1988年，天津新技術產業園區作為首批國家級高新區成立。但由于东南沿海的迅速发展，天津逐渐失去在中国经济的领军位置。此外，天津毗邻首都北京，长期以来人才、资源向北京集中，产生制约发展的“空吸现象”。1980年代，天津经济增速曾一度低于全国平均水平。1991年5月12日，天津港保税区正式设立。1992年，摩托罗拉宣布在天津开发区投资1.2亿美元建设生产基地，成为中国改革开放以来首个外资独资和外资投资额最大的项目，在当时经济仍不开放的社会上引起轰动。1994年，天津市人大十二屆二次會議决定战略东移，「用十年左右的時間，基本建成濱海新區」。

### 21世纪初
2005年开始，天津滨海新区被纳入国家十一五规划和国家发展战略，成为国家综合配套改革试验区。2006年3月22日天津被定位为“国际港口城市、北方经济中心、生态城市”。2006年8月中国大陆最大的保税港区东疆保税港区获批，并于2007年12月實現了首期封关运作。2008年3月份，中国政府批准了滨海新区的综合配套改革方案。空客A320总装线、中新天津生态城、新一代运载火箭产业化基地、中石化100万吨大乙烯及配套项目、临港工业区、东疆保税港区等一大批重大项目落地4天津。。2008年起，“夏季达沃斯论坛”开始落户天津举办。

### 2010年代

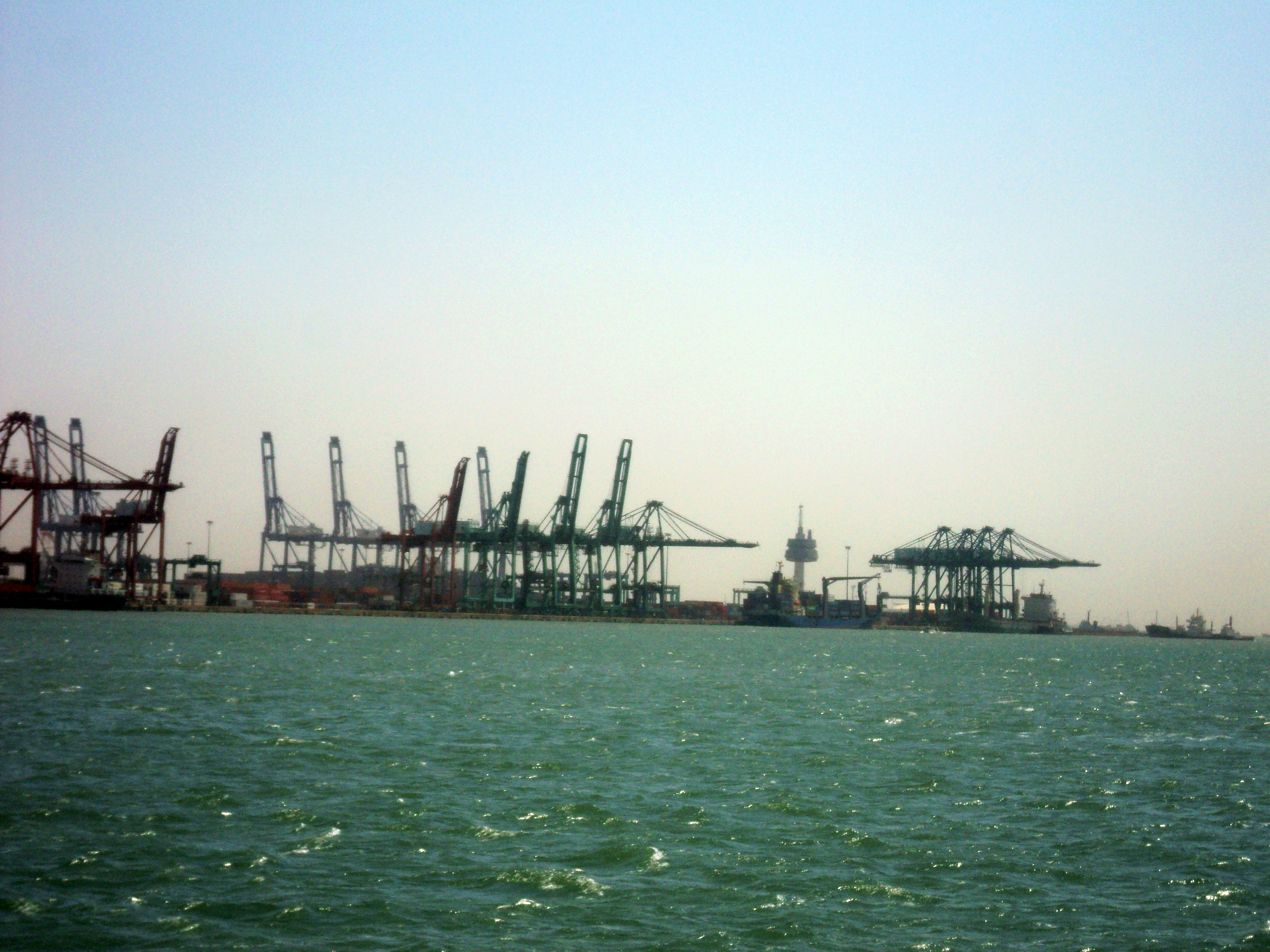
2016年天津港貨物吞吐量达5.5亿吨。

2010年天津港的货物吞吐量已达4亿吨，成为中国北方最大的港口。2011年天津市GDP达到了11307.28亿元，人均GDP86,496元，超越京、沪成为全国第一。
2014年，京津冀协同发展被正式纳入国家战略，国家设立中国（天津）自由贸易试验区，天津被定位为“全国先进制造研发基地、北方国际航运核心区、金融创新运营示范区、改革开放先行区”。同年，南水北调工程一期通水，天津用水情况得到改善。2014年，第一产业生产总值占天津经济的比重为1.3%，第二产业占49.4%（其中工业占45%），第三产业占49.3%。其中，批發和零售業以及金融業是天津的兩大服務領域，2014年分別佔服務領域增加值的25.1%及18.3%。2014年天津市进出口总额1339亿美元，其中出口总额526亿美元，进口总额813亿美元。
2015年2月26日，天津国家自主创新示范区正式成立。4月21日，中国（天津）自由贸易试验区正式成立。2015年，天津市生产总值（GDP）达1.65万亿元人民币，比上年增长9.3%，GDP总量約占全國的2.47%；人均GDP达17,505.73美元，位居中国内地省級行政區人均地區生產總值第一名。